# 卡洛斯·梅内姆
卡洛斯·萨乌尔·梅内姆（西班牙語：Carlos Saúl Menem，西班牙語發音：[ˈkaɾlos 'me.nem] ⓘ；1930年7月2日—2021年2月14日），前阿根廷总统（第47任）。

## 生平
出生于阿根廷拉里奥哈省阿尼利亚科镇一個穆斯林背景的家庭，他的父亲是叙利亚移民。虽然梅内姆出生的时候是个穆斯林，但很快就改信天主教。他在科尔多瓦大学毕业后成為一名律师，并成为正義黨和胡安·裴隆的支持者。

## 政治生涯
他于1973年当选拉里奥哈省省长，1976年阿根廷軍事政变后，他被军政府囚禁在布宜诺斯艾利斯的Tandil，直到1981年被释放。1983年10月阿根廷军政府统治崩溃及恢復民主化，梅内姆再次当选为拉里奥哈省省长。
1989年提前舉行的總統選舉，他领導正義党竞选总统，并竞选成功，使正義黨自胡安·裴隆時代以來相隔13年再次執政，亦實現1983年軍政府結束統治以來首次和平的政黨輪替。他上任后，推行右派新自由主義市场经济政策，一改正義黨和庇隆主義干涉經濟的政策，外交方面，他加強和美國的關係，支持美國參與第一次波斯灣戰爭，在柴契爾夫人下台後恢復阿根廷和英國外交關係正常化。他支持華盛頓共識，亦大力推行阿根廷公共财产私有化，短短幾年就把阿根廷高达5000%的通货膨胀率降为0，他在当政期間，国家经济迅速转好，造就他1995年成功連任，其後修改憲法把總統任期由6年縮短至4年，可以连任一次。惟過渡的市場化經濟改革，最終導致經濟衰退。

## 争议

### 贪污指控
2001年，梅内姆因为涉嫌倒卖军火，被阿根廷最高法院下令实行软禁，因此成为阿根廷历史上第一位因刑事案件被监禁的前总统。2002年梅内姆被软禁166天后被宣布无罪释放，他随即宣布参加2003年总统竞选。第一轮投票他雖然顺利勝出，但在第二轮全民投票前，他宣布退出竞选，有指他感受到政府当局巨大的压力，他的两个瑞士银行的巨额帐户被冻结，没有足够把握取得胜利，加上有民調指在第二輪投票中，左派對手內斯托·基什內爾將會以超過40個百分比絕對優勢擊敗梅內姆，故被迫退選。
2004年梅内姆因涉嫌在超成本高价建造两座监狱工程中有舞弊行为、非法致富及在瑞士银行有非法存款等问题，再次被阿根廷检察官起诉，并向居住在智利的梅内姆发出了国际逮捕令。12月22日阿根廷取消对他的逮捕令后，他回到阿根廷。他仍然面临贪污指控，但即使如此，他仍宣布他将参加2007年大选，但在多場參選地方省長選舉落敗後決定放棄。2005年他當選參議員。

## 家庭生活
第一个妻子朱蕾穆·约玛，1965年結婚，1991年离婚。
第二个妻子塞西莉亚·博洛科（生于1965年5月19日），2001年5月与梅内姆结为夫妇。當時她的年龄是梅内姆一半，这位智利籍妻子曾当选为1987年环球小姐。2003年11月19日生下一子，取名马克西莫·萨乌尔·梅内姆。2007年分居，2011年正式離婚。

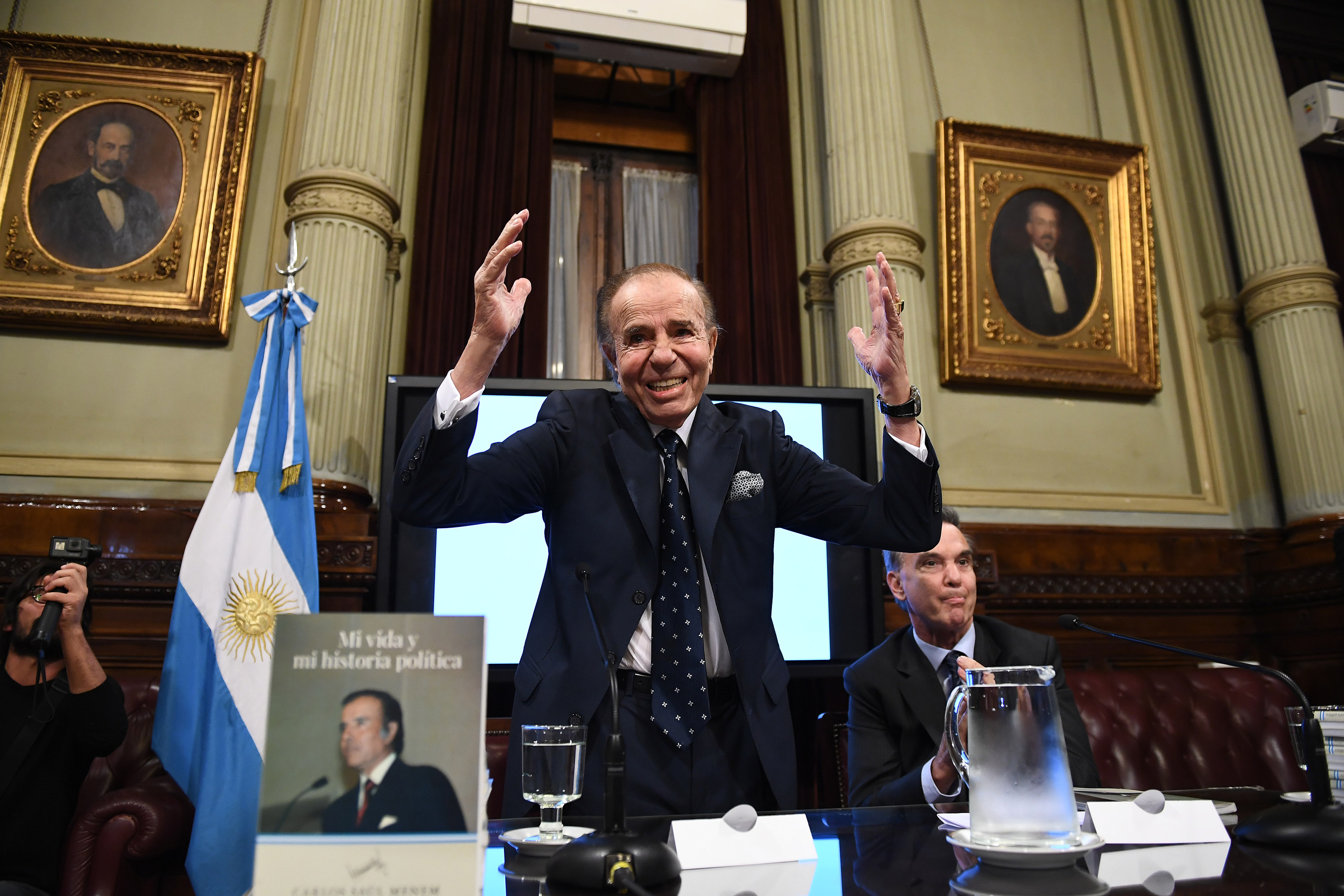
2018年，梅内姆到访参议院

## 离世
2020年12月15日，他因泌尿道感染住院治疗，这是他在不到半年的时间内第二次入院（此前他曾因非COVID-19肺炎入院接受重症监护，后在7月2日生日前康复）。之后病情演化为肾功能衰竭，在治疗中又陷入诱发性昏迷。2021年2月14日，他在布宜诺斯艾利斯逝世，享年90岁。